# Томас Гейтс
Томас Соверейн Гейтс молодший (англ. Thomas Sovereign Gates Jr.; 10 квітня 1906 — 25 березня 1983, Філадельфія) — американський державний діяч, міністр оборони США в 1959—1961 роках в адміністрації президента Ейзенхауера.

## Біографія
Народився в Германтауні, штат Пенсільванія в сім'ї інвестиційного банкіра, який згодом став президентом Пенсільванського університету. Закінчив Пенсільванський університет у 1928 році. Працював у інвестиційній компанії Drexel and Company у Філадельфії. 1940 року став партнером.
У 1935 році вступив до резерву флоту. Був призваний на активну службу у квітні 1942 року з початком Другої світової війни. Пройшов навчання у школі авіаційної розвідки. Служив у штабі CINCLANT (головнокомандувача атлантичного театру). Брав участь у висадженні американських військ у північній Африці. У 1943 році служив на авіаносці USS Monterey на Тихому океані, брав участь в операції захоплення острова Тарава. У 1944—1945 роках знову служив на атлантичному театрі. Вийшов у відставку у жовтні 1945 року.
Працював директором Beaver Coal Corporation, в 1948 став віце-президентом компанії. 2 жовтня 1953 був призначений президентом Ейзенхауером заступником міністра флоту. з 1 квітня 1957 — міністр флоту. 1959 року змінив Ніла Макелроя на посаді міністра оборони США. У серпні 1960 Гейтс створив об'єднаний штаб планування стратегічних цілей (Joint Strategic Target Planning Staff), призначений для координації та розподілу цілей ядерних ударів між авіацією, флотом та ракетами наземного базування. Під час роботи Гейтса до бомбардувальників, що несуть ядерну зброю, додалися міжконтинентальні балістичні ракети, такі як Атлас, Титан і Мінітмен, і ракети підводних човнів Полярис. На час роботи Гейтса припав скандал зі збитим над територією СРСР розвідувальним літаком U-2 та судом над його пілотом Френсісом Пауерсом.
Гейтс пішов у відставку 20 квітня 1961 року. Був директором та президентом «Morgan Guaranty Trust». Був призначений президентом Річардом Ніксоном головою важливої комісії, яка розглядала питання про перехід від призовної до добровольчої армії. У 1976—1977 роках був головою представництва США в КНР у ранзі посла.
Помер у Філадельфії 25 березня 1983 року. Після нього залишилися три дочки та безліч онуків та правнуків. Іменем Гейтса названо ракетний крейсер американського флоту USS Thomas S. Gates (CG-51).